# Hej rup!
Hej rup! – czechosłowacki film komediowy z 1934 w reżyserii Martina Friča. 

## Obsada
- Jiří Voskovec jako Filip Kornet
- Jan Werich jako Jakub Simonides
- Helena Bušová jako Marta
- Josef Skřivan jako Worst
- Theodor Pištěk jako Brown
- Zvonimir Rogoz jako dyrektor fabryki
- Alois Dvorský jako właściciel willi
- Václav Trégl jako spekulant
- František Černý jako spekulant
- Miroslav Svoboda jako spekulant
- Jan W. Speerger jako spekulant
- Jan Richter jako spekulant
- František Filipovský jako spekulant
- Bohuš Záhorský jako spekulant
- Ferdinand Hart jako bankier
- Jaroslav Bráška jako bankier
- Miloš Šubrt jako bankier
- Alexander Třebovský jako bankier
- Václav Piskáček jako makler
- Marie Kopecká jako telefonistka
- Jaroslav Průcha jako spiker radiowy
- Ferry Seidl jako pracownik radia
- Eduard Šimáček jako pracownik radia
- František Paul jako kamerdyner Worsta
- František Jerhot jako taksówkarz
- Anna Švarcová jako właścicielka noclegowni
- Karel Schleichert jako lokator
- František Beranský jako lokator
- F. X. Mlejnek jako sprzedawca
- Přemysl Pražský jako komisarz policji

## Źródła
- Hej rup! w bazie IMDb (ang.)
- Hej rup! w bazie Filmweb
- Hej rup! w bazie Kinobox.cz (cz.)
- Hej rup!. w bazie ČSFD.cz. (cz.).
- Hej rup!. w bazie FDb.cz. (cz.).